# Léva

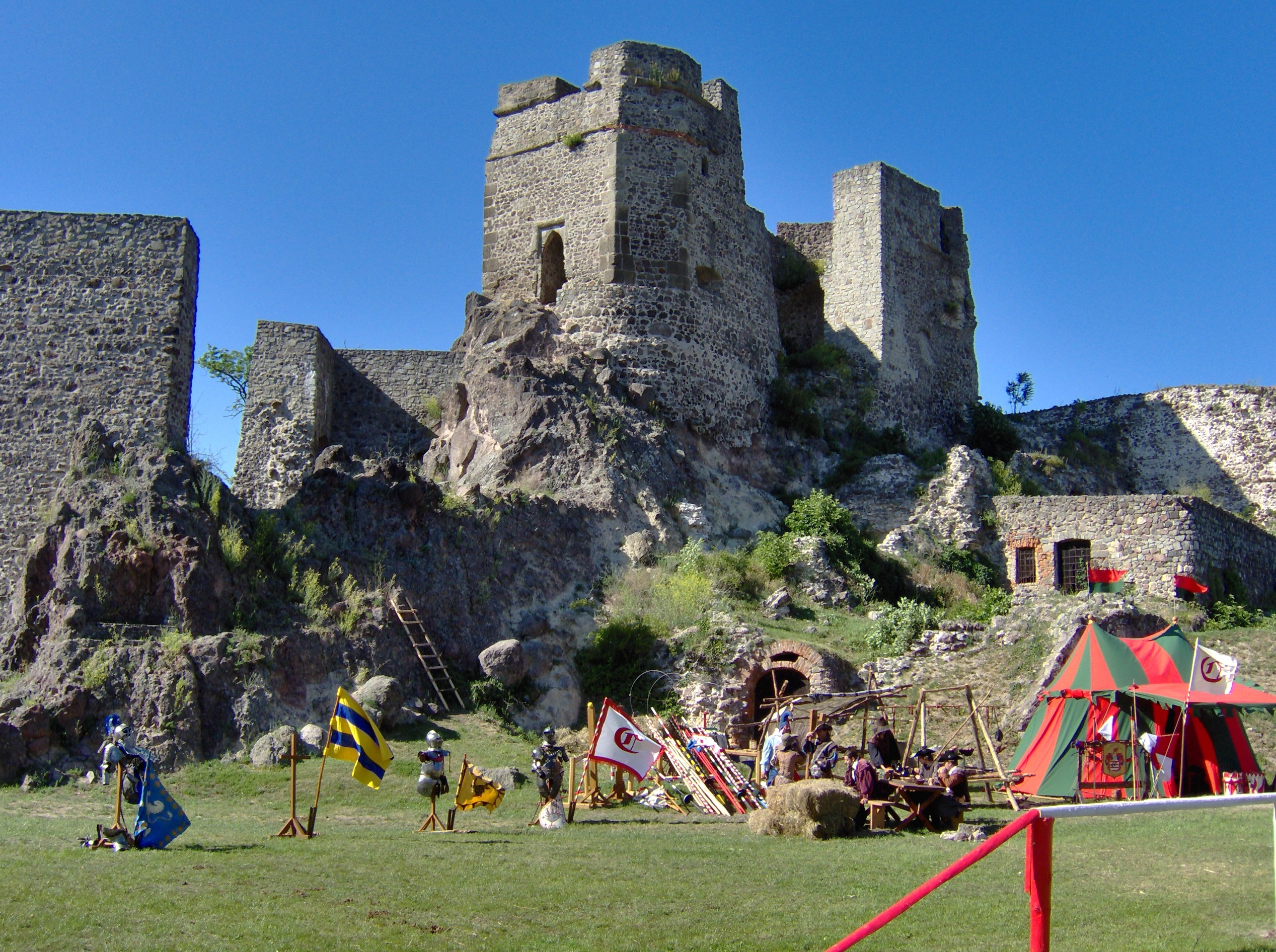
A lévai várjáték

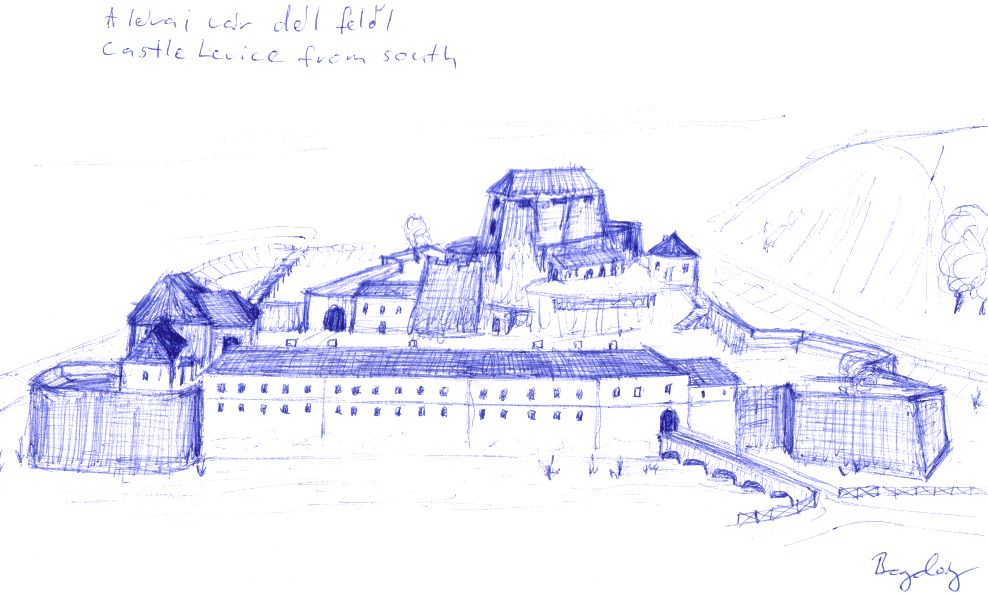
A lévai vár rekonstrukciós rajza

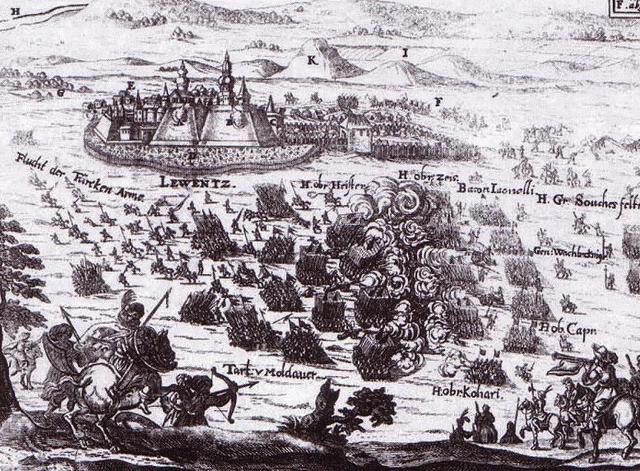
Léva ostroma, 1664 júliusa

Léva (szlovákul Levice, kiejtéseⓘ németül Lewenz) város Szlovákiában. A Nyitrai kerület Lévai járásának székhelye. Hozzá tartozik Csánk, Génye, Hontkiskér, Hontvarsány, Horhi és Kereszthegy is.

## Fekvése
A Garam völgyében, Selmecbányától légvonalban 34 km-re délnyugatra, a Selmeci-hegység előterében fekszik.

## Nevének eredete
1347-ben említik először „Leua" néven. Ez a szláv Leva személynévből származik, amely a Lőrinc személynév változata.

## Története
A város az alacsony várdomb körül alakult ki, amelyen korábban kelta erődítmény állott. 1930-ban 72 darabból álló kelta érmeleletet találtak, amely ma a múzeum gyűjteményét gazdagítja. Az 5. század közepén a hun birodalom jelentős hatalmi központja.[forrás?] Az óvárostól északra levő dombon állnak várának romjai. Léváról két helyszínről származnak honfoglaláskori sírleletek, illetve Génye lelőhelyről 1898-ban és 2005-ben kerültek elő leletek. A város egyik legrégibb településhelye azonban a Baratka-domb, ahol 12. századi vár és templom romjai látszanak.
Léva vára a 13. század közepe táján épült, királyi vár, 1270-ben II. Ottokár cseh király hiába ostromolta. Csák Máté ezt is elfoglalta, 1321-ben újra a királyé, ettől kezdve Bars vármegye székhelye. Károly Róbert király a vár előtt fejeztette le Záh Felicián Sebe nevű lányát. 1428-ban Zsigmond király Sárosi László fia Lévai Cseh Péter, macsói bánnak adományozza az ősei által már korábban bírt és általa is birtokolt Lewa várát annak Bars és Hont megyei tartozékaival.
1544-ben Balassa Menyhért hősiesen megvédte a török támadás ellen, de hitszegése miatt kegyvesztett lett és Erdélybe menekült, a várat I. Ferdinánd hadai kemény ostrommal foglalták el. Várnagya volt Thury György, 1560-ban Dobó István kapta meg, aki 1571-ben várkastélyt építtetett a vár alatt, amely ma is áll. 1605-ben Bocskai serege a várost felégetve a várat sikertelenül ostromolta, de később Bethlen Gábor hadai bevették. 1663. november 1-jén kapitánya átadta a falai alatt megjelent nagy török seregnek.
1664-ben De Souches tábornok visszafoglalta, ekkor esett el Koháry István ezredes, akinek emlékművet állítottak. 1665 nyarán ismét ostrom alá vette a török, de De Souches felmentette. 1678-ban Thököly serege foglalta el, majd feladta, de 1685-ben ismét visszafoglalta.
1703. szeptember 17-én Ocskay kurucai vették be, de október 31-én a császáriak visszafoglalták. Rövidesen újra kuruc kézre került. 1708 októberében Heister tábornok serege foglalta el. Nemsokára azonban Vak Bottyán seregei foglalták el, és mivel megerősíteni nem tudták, 1709-ben falait lerombolták. Azóta rom.
1736-ban a városi tisztujítás során a református tisztségviselők nem tették le az esküt a katolikus templomban, s lemondtak. Ezután kimondták, hogy a jövőben kizárják őket az összes hivatalból. A vallási türelmetlenség odáig fajult, hogy 1740-ben a vármegye rendeletéből templomukat lebontották, két harangjukat elvették és az egyiket a katolikus, a másikat pedig a ferencesek templomának tornyában helyezték el. Ugyanúgy lerombolták iskolájukat és a prédikátor házát is. A gyülekezetük által fenntartott ispotályt
lefoglalták és eladták.
1810 körül és 1822-ben nagy tűzvész pusztított a városban. Csáky László gróf, országgyűlési képviselő jobbágyainak ingyen megengedte, hogy tarlójáról a szalmát ingyen elvigyék. Innen ered a Csáky szalmája szólás, amikor valami szabad préda. 1885. május 7-én nyitották meg Léván a – Brach Ferenc megyei tisztiorvos kezdeményezésére társadalmi összefogással épült – 2. megyei kórházat (az első Hizéren volt). A kórház első igazgatója 1905-ig Karafiáth Máriusz volt.

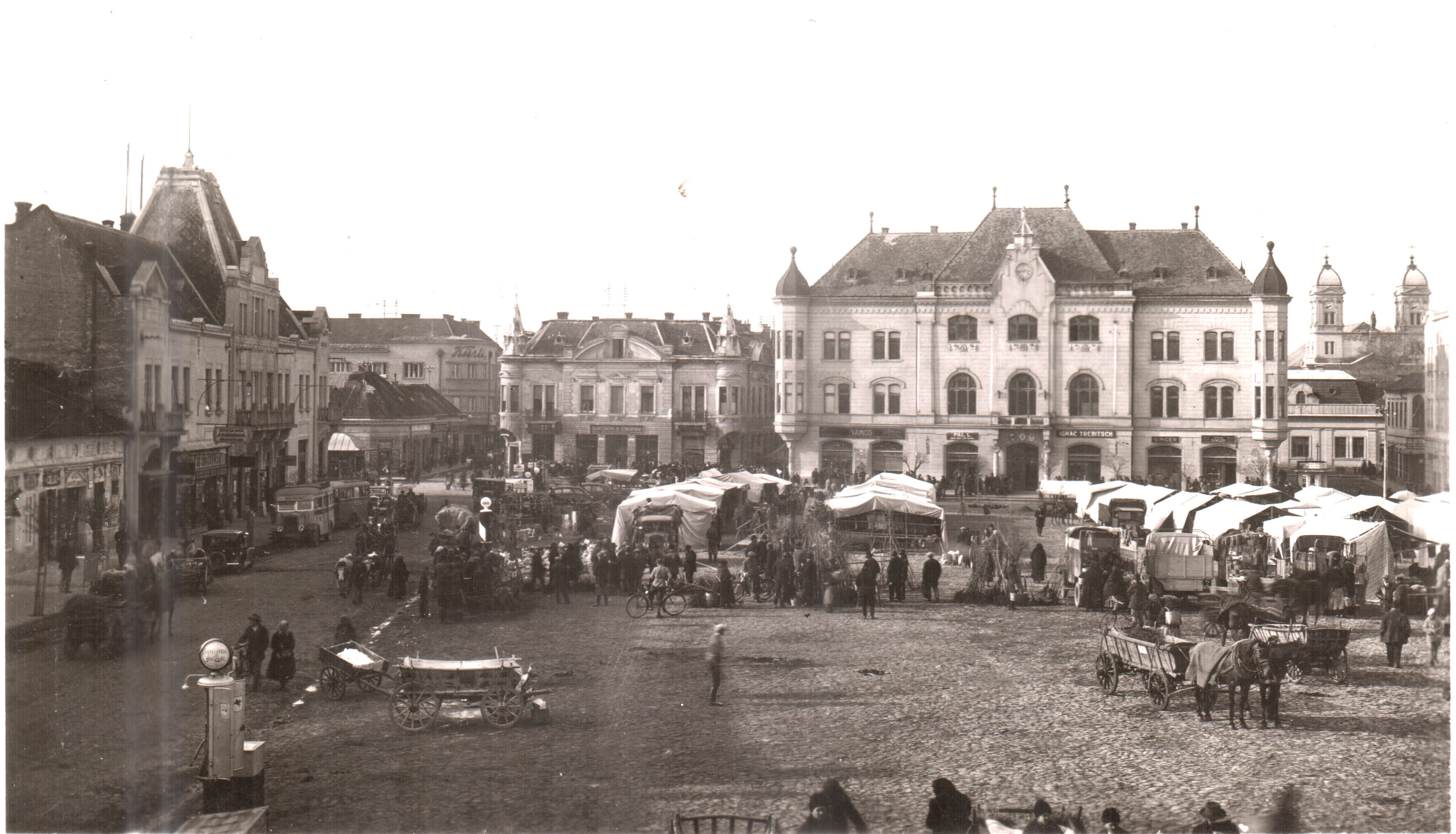
A lévai vásár, 1938

A csehszlovák államfordulatot követően, 1919. március 26-án Léva kinevezett polgármestere Zostyák András lett. A trianoni békediktátumig Bars vármegye Lévai járásának, 1938 és 1945 között pedig Bars és Hont k.e.e. vármegye székhelye (1944. december 20-án foglalták el a szovjet csapatok).
1945 után a város magyar lakosságának 8%-át deportálták, 9,3%-a elmenekült, túlnyomó többsége pedig reszlovakizált. A szlovák betelepítések, a reszlovakizáció és az 1945 után a szlovák falvakból történő felgyorsuló betelepülés hatására a magyarok aránya 1961-re 16,9%-ra esett vissza. 1991–2011 között az asszimiláció révén ez az arány tovább csökkent 15,2%-ról 9,2%-ra.

## Népessége[13]
| Év:            | 1994.  | 2004.   | 2014.   | 2024.    |
| -------------- | ------ | ------- | ------- | -------- |
| Emberek száma: | 36 176 | 36 310  | 33 977  | 30 556   |
| Eltérés:       |        | +0,37 % | -6,42 % | -10,06 % |

| Év:            | 2023.  | 2024.   |
| -------------- | ------ | ------- |
| Emberek száma: | 30 823 | 30 556  |
| Eltérés:       |        | -0,86 % |

1880-ban 6491-en lakták, ebből 5106 magyar és 778 szlovák anyanyelvű.
1890-ben 7400 lakosából 6282 magyar és 784 szlovák anyanyelvű volt.
1900-ban 8488 lakosából 7449 magyar és 785 szlovák anyanyelvű volt.
1910-ben 9675-en lakták: 8752 magyar, 688 szlovák és 199 német anyanyelvű.
1919-ben 10 838 lakosából 7405 magyar, 3263 cseh és szlovák, 119 német, 1 ruszin és 50 egyéb nemzetiségű volt. Ebből 7785 római katolikus, 1276 zsidó, 1298 református, 442 evangélikus, 31 görög katolikus és 6 egyéb vallású volt.
1921-ben 10 343 lakosából 6676 magyar, 331 zsidó, 215 német, 2960 csehszlovák, 12 egyéb nemzetiségű és 149 állampolgárság nélküli volt.
1930-ban 12 576 lakosából 4974 magyar, 5956 csehszlovák, 954 zsidó, 214 német és 447 állampolgárság nélküli volt.
1941-ben 12 758-an lakták: 11 763 magyar és 723 szlovák.
1970-ben 16 845 lakosából 2929 magyar, 13 611 szlovák és 240 cseh volt.
1980-ban 26 132 lakosából 4010 magyar, 21 646 szlovák és 357 cseh volt.
1991-ben 33 991 lakosából 28 126 szlovák (82,75%), 5165 magyar (15,2%), 438 cseh (1,1%), 159 cigány (0,5%) és 11 ruszin (0,03%) nemzetiségűnek vallották magukat.
2001-ben 36 538 lakosából 30 997 szlovák (84,8%), 4469 magyar (12,2%), 365 cseh (1%), 146 cigány (0,4%) nemzetiséghez tartozónak mondták magukat.
2011-ben 34 844 lakosából 27 050 szlovák (77,6%), 3202 magyar (9,18%), 229 cseh (0,65%), 153 cigány (0,43%), 38 lengyel (0,1%), 19 morva (0,05%), 12 német (0,03%), 12 bolgár (0,03%), 11 ukrán (0,03%), 7 orosz (0,02%), 5 horvát (0,01%), 4 ruszin (0,01%), 3 szerb (0,008%), 2 zsidó (0,005%), 64 egyéb (0,18%) és 4033 ismeretlen nemzetiségű lakta (11,5%).
2021-ben 31 974 lakosából 26 652 szlovák (83,36%), 2644 magyar (8,27%), 195 cseh (0,61%), 124 cigány (0,39%), 33 ukrán (0,1%), 29 lengyel (0,09%), 16 bolgár (0,05%), 14 német (0,04%), 7 morva (0,02%), 7 horvát (0,02%), 5 ruszin (0,02%), 5 szerb (0,02%), 5 zsidó (0,02%), 66 egyéb (0,21%) és 2071 ismeretlen nemzetiségű lakta (6,48%).

## Nevezetességei
- 13. századi várának romjai a várostól északra emelkedő dombon állnak. Az 1970-es évek kezdetén még három rovásírásos kőtömb volt a vár egy azóta elbontott falában.
- 12. századi várának maradványai a Baratka-dombon láthatók.
- Barokk plébániatemplom. 1645-ben került újra a katolikusokhoz, új védőszentje Szent Mihály arkangyal lett. 1696-ban a lévai tűzvészben leégett a templom is. Az 1772-es tűzvészben még a harangok is megolvadtak. Az 1780-as években Esterházy Miklós herceg építtette újjá. Faharanglábja 1831-ben kapott új harangokat (5), majd 1896-ban Toronyépítő Egyletet hoztak létre. Közadakozásból 1902-ben kettős kőtornyot építettek.[19] A templom kriptájában temették el Kollonich Siegfriedet.[20]
- Ferences temploma és kolostora reneszánsz stílusban épült, majd barokk stílusban átépítették, később a piaristáké lett.
- Református temploma is barokk stílusú, 1785–1788 között épült. Faharanglábja volt, 1808-ban a templommal együtt leégett.[21] Két harangját 1916-ban a hadsereg elkobozta. Az új harangokat Budapesten Szlezák László harangöntő mester készítette 1923-ban. A kisebbik 170 kg-os harangot 1943-ban ismét be kellett szolgáltatni. A H hangon szóló, 435 kg-os nagyharang átvészelte a háborút. A kisebbik harangot 2008-ban pótolták, az E hangon szóló 145 kg-os harang az őrbottyáni Gombos Miklós alkotása. 2007 októberében emléktáblát avattak a Beneš-dekrétumok következtében 1947-ben Csehországba deportált, valamint a Magyarországra kitelepített felvidéki magyarság tragikus meghurcoltatásának emlékére. Az emléktáblát Erdélyi Géza szlovákiai református püspök avatta fel. A templom előtt a lévai gályarab prédikátoroknak, Czeglédi Péternek és Rimaszombati Kis Jánosnak állított emlékkő áll, amelyet 2016. április 30-án avattak fel.[22]
- Főterén 1945 októberében emlékművet emeltek a szovjet Vörös Hadseregnek. A 18,5 m magas, mészkőlapokkal borított obeliszket Taby Ica lévai szobrász tervei alapján építették. Oszlopfőjéről 1991-ben távolították el a kommunista jelképeket.[23]
- Lévai Vadásznapok
- Barsi Múzeum

## Képtár

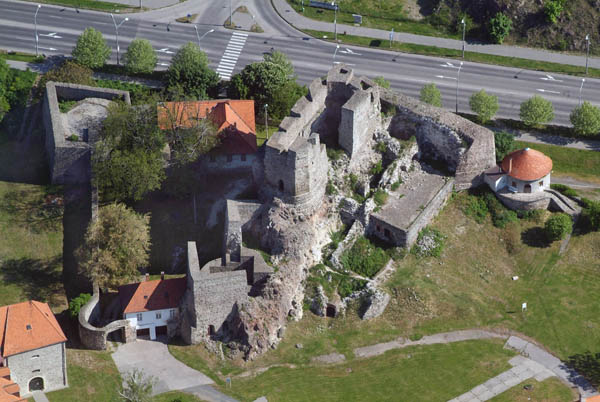
A vár légi fotója
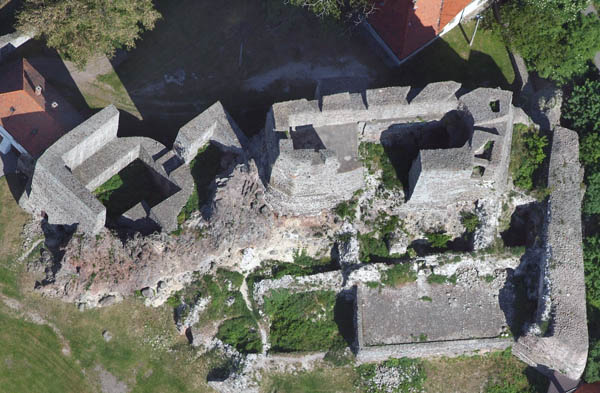
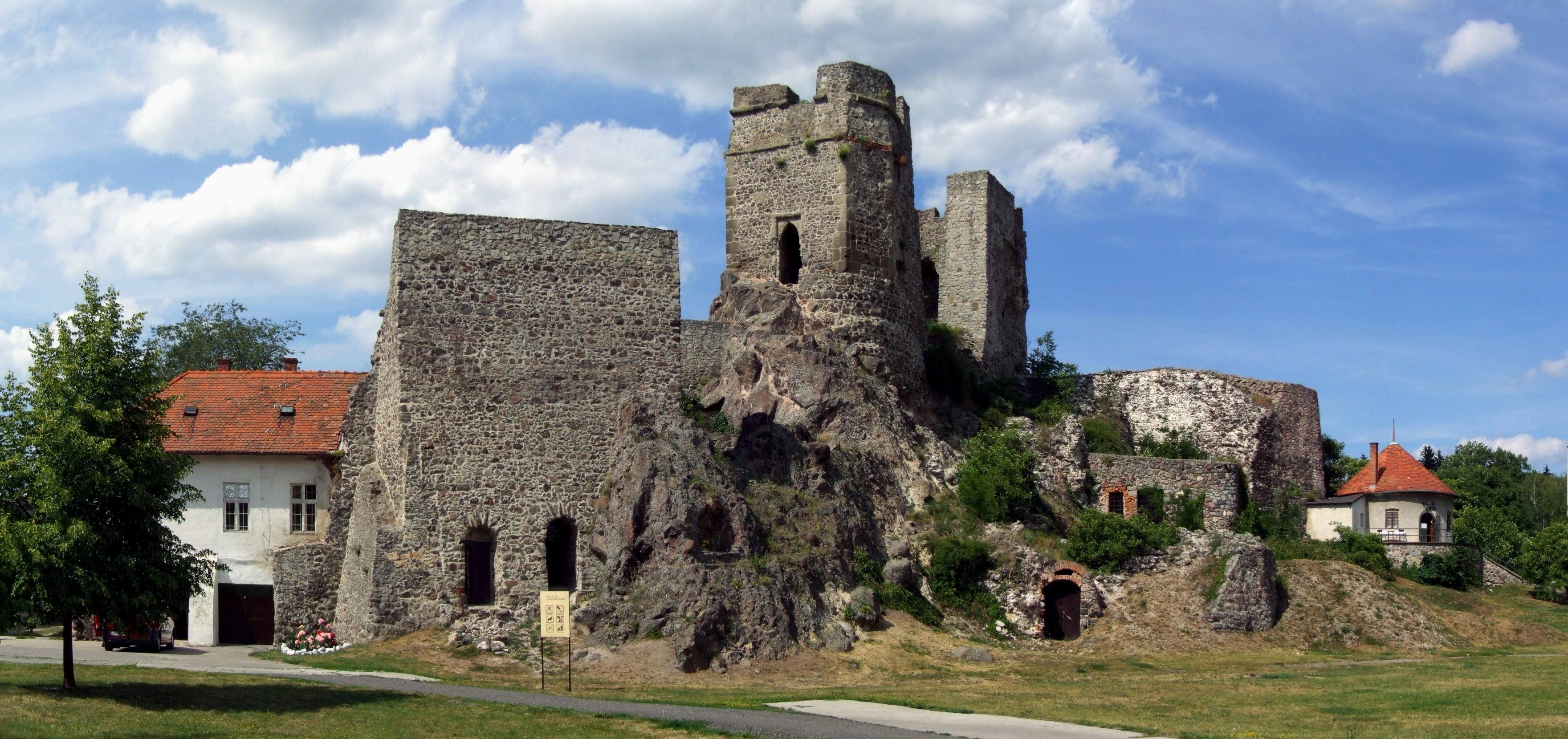
A lévai várrom

## Híres emberek

### Itt született
- 1740. szeptember 10-én Pállya István piarista rendfőnök, színműíró
- 1805. október 29-én báró Bakonyi Sándor honvéd tábornok
- 1811. április 9-én Szepesi Imre klasszika-filológus, nyelvész, az MTA levelező tagja
- 1835. április 9-én Kereskényi Gyula régész, történész
- 1863. december 14-én Gyárfás István Tihamér pap, tanár, művészettörténész.
- 1869. július 12-én Kersék János költő
- 1873. augusztus 9-én (Goldstein néven) Steinhardt Géza színész, színigazgató
- 1879. Forgács (Firtusz) Gyula református lelkész, a magyar református belmisszió úttörője
- 1881. október 10-én Kittenberger Kálmán Afrika-kutató
- 1883. július 19-én Agárdi László irodalomtörténész, író, piarista szerzetes, római katolikus pap
- 1885. január 1-jén Lévavári Béla festőművész, fotóművész
- 1886. március 27-én Fizély Ödön evangélikus lelkész, a két világháború közti csehszlovákiai magyar evangélikusok egyik vezetője
- 1886. augusztus 1-én Schubert Tódor kultúraszervező, publicista
- 1907-ben Taby Ica formatervező
- 1919. október 6-án Kelly Anna énekesnő, színésznő, Ézsöl Anna néven
- 1930-ban Újváry László pedagógus, a lévai magyar kulturális élet egyik szervezője
- 1944. február 25-én Dóka Klára történész, levéltáros
- 1947. június 8-án Alojz Engliš szlovák politikus
- 1948. április 6-án Grendel Lajos író, kritikus, egyetemi tanár
- 1961-ben Kutak Adrienn keramikus, szobrász.

### Itt hunyt el
- 1664. július 19-én báró Koháry István főispán
- 1836. november 27-én Ürményi Miksa királyi tanácsos, kamarás
- 1907-ben Mácsai Lukács
- Itt tanított Karsay János Lázár (1856–1917) piarista tanár, rendházfőnök.
- Itt tanított Szalay Gyula tanár.
- Itt szolgált Elek Lajos (1921–2007) plébános.

- Itt tanított Horváth Adolf János (1870–1945) tanár, Szob és környéke régészeti emlékeinek kutatója, a Börzsöny Múzeum kiállítási anyagának megalapozója.
- Itt tanított Alaksza Ambrus (1903–1983) költő, műfordító, kritikus.

Itt tanult többek között:
- Baross Gábor (1848–1892) magyar gazdaság- és közlekedéspolitikus
- Gyürky Gyula (1860–1949) bányamérnök
- Loczka József (1855–1912) magyar ásványkémikus (mineralógus), a Magyar Nemzeti Múzeum ásványtárának igazgató őre
- Matis Gyula (1894–1973) pedagógus, tanfelügyelő, természetvédő
- Pálmay József (1863–1928) genealógus. Udvarhely vármegye múzeumának titkára
- Tuba Károly (1879–1958) költő, író, újságíró

## Testvértelepülések
- Érd Magyarország
- Ruda Śląska Lengyelország